# Jean Tissandier
Jean Tissandier, ou parfois Jean de La Tissanderie, mort en 1348, est un prélat français du XIVe siècle qui fut évêque de Lodève de 1322 à 1324, puis évêque de Rieux de 1324 à 1348.

## Biographie
Originaire de Cahors, il fut un religieux franciscain au couvent des Cordeliers de Toulouse. Il devint ensuite bibliothécaire de la cour pontificale d'Avignon, fut nommé évêque de Lodève en 1322 par le pape Jean XXII, puis évêque de Rieux en 1324. Il mourut en 1348.
Il fonda dans le couvent des Cordeliers de Toulouse la chapelle Notre-Dame de Rieux (détruite en 1804) et fut le mécène du Maître de Rieux, qui en réalisa la décoration et le représenta plusieurs fois. Le cardinal Pierre de Foix termina les travaux de la chapelle et Jean Tissandier y fut inhumé ; son gisant est visible au musée des Augustins.